# Rutteler Mühle

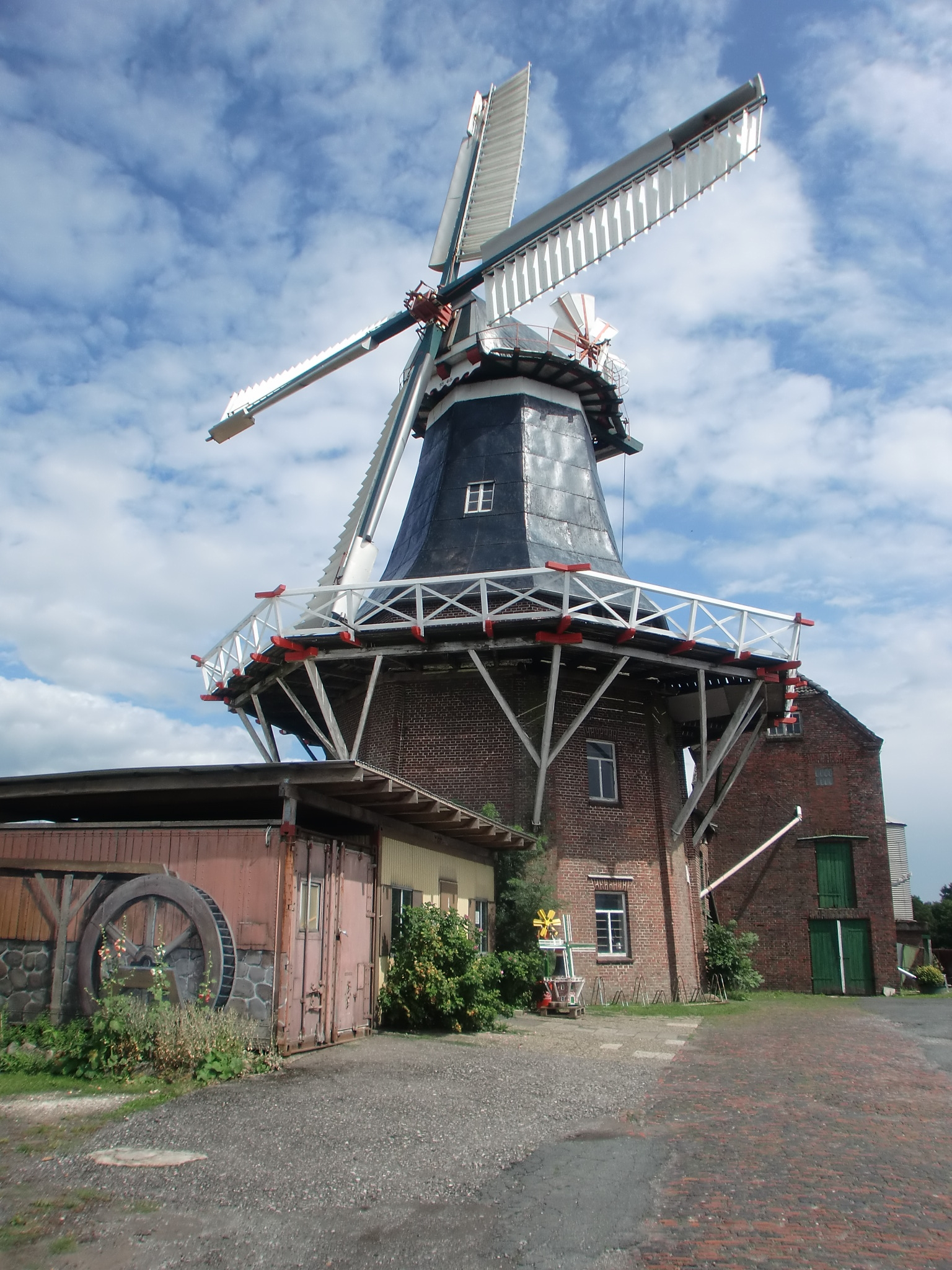
Rutteler Mühle, 2010

Die Rutteler Mühle ist eine Windmühle in der nordwestdeutschen Gemeinde Zetel im Land Niedersachsen. Errichtet 1865, ist sie heute die einzige Windmühle in den Regionen Oldenburger Land und Ost-Friesland, die noch gewerblich betrieben wird, und darüber hinaus die einzige ihrer Art deutschlandweit mit einem angeschlossenen aktiven Sägewerk. Sie ist Station der Friesischen Mühlenstraße und wurde vom Niedersächsischen Landesamt für Denkmalpflege als Denkmal ausgewiesen. In der Begründung heißt es, dass Mühle und Mühlenhof landesgeschichtlichen und landschaftsbildprägenden Schau- und Zeugniswert besäßen, was in geschichtlicher und städtebaulicher Bedeutung resultiere.

## Lage
Die Mühle steht auf einer kleinen Anhöhe innerhalb des flachen Geestrückens Friesische Wehde – etwa in der Mitte zwischen den beiden Waldgebieten Schweinebrücker Fuhrenkämpe im Westen und Neuenburger Urwald im Osten. Ihr Standort an der Bundesstraße 437 befindet sich in der kleinen Ansiedlung Ruttel, am westlichen Ortsrand von Neuenburg. Letzterer Ort wurde 1972 nach Zetel eingemeindet, sodass auch die Rutteler Mühle seitdem zu dieser Gemeinde im Landkreis Friesland gehört.

## Architektur und Technik
Die Rutteler Mühle ist eine klassische, etwa 25 Meter hohe Galerieholländerwindmühle mit zwei Stockwerken im Ziegelunterbau. Ihre Jalousieklappenflügel sind jeweils 21 Meter lang und 2,1 Meter breit. Am küstennahen, nordwestdeutschen Standort reicht die Windstärke an etwa 200 Tagen im Jahr für den Mahlbetrieb aus. Für die Mühle allein sind vier bis sechs Beaufort ideal, zwischen sechs und acht Beaufort können Mühle und Sägewerk zusammen genutzt werden. Ab einer Windstärke von acht Beaufort muss der Betrieb jedoch eingestellt werden, weil die Kräfte von der Mühle nicht mehr bewältigt werden können. Eine Verdopplung der Windgeschwindigkeit bedeutet stets eine Vervierfachung der Windkraft.
Die Getreidereinigung ist – wie in Mühlen üblich – in zwei Prozesse aufgeteilt, die an der Rutteler Mühle auch örtlich getrennt sind. Zunächst erfolgt die sogenannte Schwarzreinigung (zum Beispiel Mutterkorn und Steine) außerhalb der Mühle, um diese nicht durch etwaige Pilzsporen zu verunreinigen, und anschließend werden im Inneren während der sogenannten Weißreinigung beispielsweise Spelzen, Mikroorganismen, Staub, Unkraut und Blattwerk entfernt. In der Folge wird das Getreide über ein Becherwerk nach oben befördert und in das Mahlwerk geschüttet. Um einen Abrieb der Mühlsteine zu vermeiden, sind sie aus besonders hartem Graubasalt gefertigt. Sie werden einmal pro Jahr von Hand nachgeschliffen. Ausgestattet ist die Mühle mit drei Mahlgängen und einem Quetsch- oder Peldegang, in denen das Getreide je nach Bedarf gemahlen, geschrotet und gequetscht werden kann. 
Das Sägewerk ist eine horizontale Gattersäge von Göde aus Berlin. Sie kann Baumstämme von bis zu einem Meter Durchmesser bearbeiten und lässt sich auch ausreichend langsam fahren, um sehr hartes oder stark verharztes Holz zu zerkleinern.

## Geschichte
Die Mühle wurde in den Jahren 1864 und 1865 im Auftrag Anton Theilens und seines Bruders errichtet. Sie hatte damals je einen Mahlgang für Weizen und Roggen sowie einen Peldegang (Schälgang). Damals gehörten 30 Hektar Ackerland zur Mühle. Die Betriebsgeschichte in den Jahren danach war zunächst unstet: Zwischen 1872 und 1886 wechselte die Mühle viermal den Eigentümer. Kontinuität stellte sich ein, als Johann Heinrich Cordes sie 1886 übernahm. Er ließ eine Sägerei anschließen und stellte die Mühle nach dem Bau eines Maschinenhauses 1893 auf Dampfmaschinenantrieb um. 1895 nahm die Mühle aber den Windbetrieb wieder auf. Darüber hinaus ließ er zur Modernisierung den Steert durch eine Windrichtungsnachführung und die Segelgatter- durch Jalousieklappenflügel ersetzen. 1917 übernahm sein Sohn Friedrich Cordes den Betrieb.
Im Zuge der Weltwirtschaftskrise ab 1929 wurde der Betrieb der Mühle rasch unrentabel und sie verfiel zusehends. Drei Jahre später hatte sie nur noch einen Flügel und Gläubiger hatten zahlreiche Maschinen ausgebaut. Zudem gehörten lediglich noch 3,5 Hektar Ackerland zur Mühle. In diesem Zustand übernahm sie 1932 der Greetsieler Müller Peter Egenhoff. Für die nächsten 89 Jahre blieb die Mühle im Familienbesitz. Egenhoff sanierte sowohl das Gebäude als auch die Technik und erwarb eine Schälmaschine, um aus Gerstenkörnern Perlgraupen produzieren zu können. Die Sägerei hingegen gab er auf. Im Jahr 1948 wurde die Mühle um ein Nebengebäude aus Torfziegeln mit Mahlwerk erweitert. In zweiter Generation übernahm 1969 Peter Egenhoffs Sohn Wilhelm (1929–2020) die Mühle. Er ließ sie 1980 gründlich renovieren, wobei die Windrichtungsnachführung, die Flügel und Teile der Kappe – also des oberen, drehbaren Teils – erneuert wurden. Zu dieser Zeit wurden pro Monat knapp 20 Tonnen Backschrot produziert. Nach über einem halben Jahrhundert wurde 1983 das Sägewerk mit horizontalen Sägegatter wieder an die Mühle angeschlossen. Es diente zwar nur noch dem Eigenbedarf, war aber ein einmaliges, funktionstüchtiges technisches Denkmal im Nordwesten Deutschlands. In jenem Jahrzehnt machte sich in der Region allerdings verstärkt das Höfesterben bemerkbar und die Mühle hatte kaum noch Kunden.
Peter Egenhoff jun. trat 1991 die Nachfolge seines Vaters an. Er baute die Futtermittelherstellung aus und eröffnete 1993 das Mühlen-Café; später kam noch ein Hofladen hinzu. Im Jahr 1998 wurden die Kappe und die Flügel erneuert, Letztere dabei mit Cortenstahl, einem wetterfesten Baustahl, um sie witterungsresistenter zu machen. Zuletzt wurden Futtermittel, Backschrot und Feinmehl produziert. Ende November 2020 wurde bekannt, dass die Mühle verkauft werden sollte, und zwei Monate später – Ende Januar 2021 – erwarben Florian Topp, ein Mathematiker und Pianist aus Horsten, sowie Henrike Tabouret den Mühlenhof.

## Außengelände

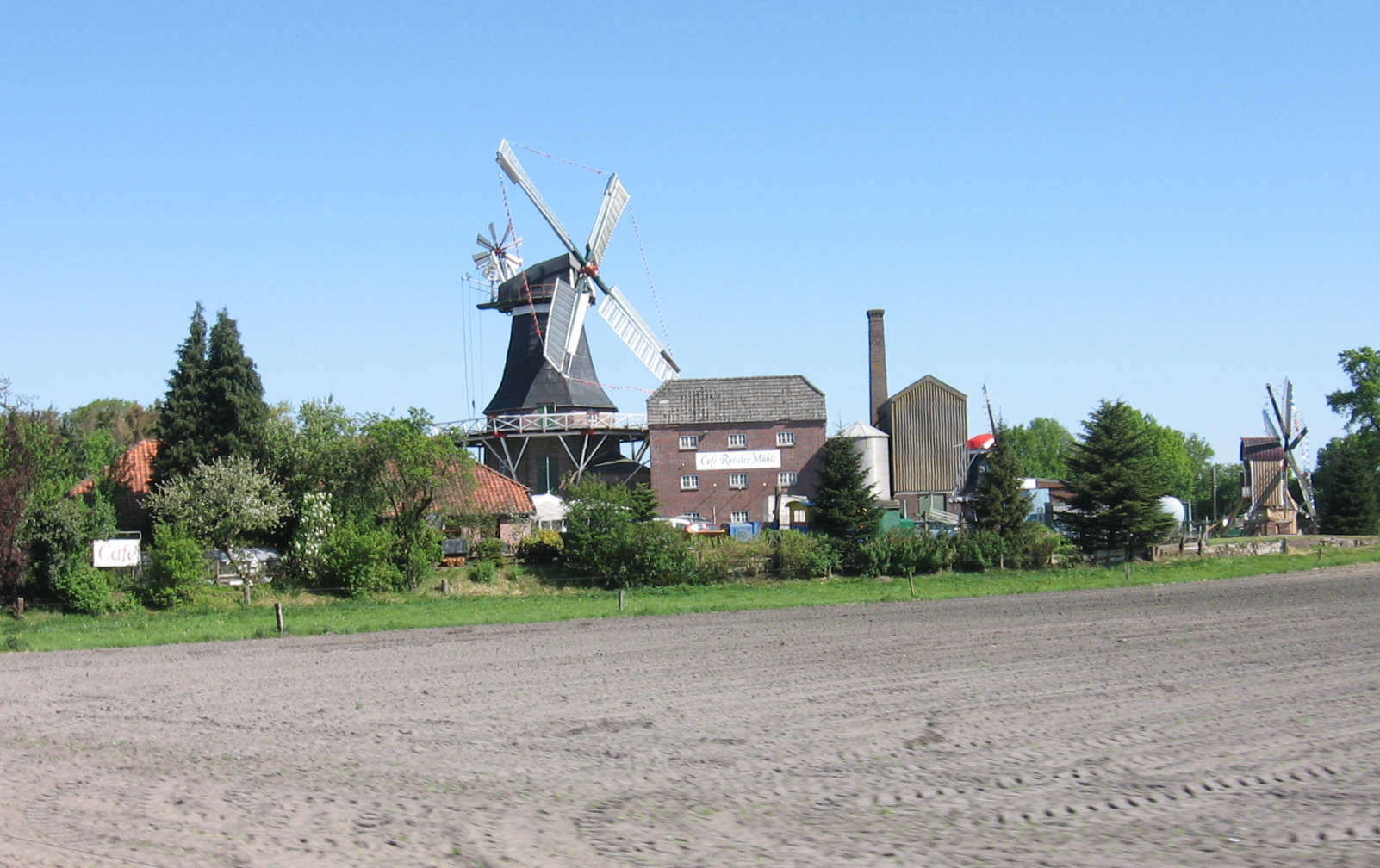
Außengelände der Rutteler Mühle mit einem der Mühlenmodelle rechts, 2008

Zum Anwesen der Rutteler Mühle gehören sechs Gebäude – darunter ein Gulfhaus als Müllerhaus – und ein rund 7000 Quadratmeter messendes Grundstück. Nachdem Peter Egenhoff jun. den Betrieb 1991 übernommen hatte, konstruierte sein Vater Wilhelm vier mehrere Meter hohe Windmühlenmodelle, die auf dem Hof aufgestellt wurden – darunter eine Kokerwindmühle, eine Bockwindmühle und ein Galerieholländer. An diesen originalgetreuen Nachbauten in verkleinerten Maßstäben wird die Mühlentechnik anschaulich  erklärt. Rund um die Mühle wurden darüber hinaus U-förmig Schienen für eine Feldbahn mit Spurweite 600 Millimeter verlegt, auf denen eine Diesellokomotive steht. Sie wird jährlich zum Deutschen Mühlentag aktiviert, um Besucher in einem Passagierwagen über das Grundstück zu befördern. Die Lokomotive (Fabriknummer 25257) wurde im Dortmunder Werk von Orenstein & Koppel gebaut und am 3. Oktober 1952 an Johann Buhr im ostfriesischen Loga ausgeliefert. Die Kleinlokomotive der Bauart B-dm vom Typ MV0 war ursprünglich als Torf- beziehungsweise Moorbahn im Einsatz und kam spätestens 1995 an die Rutteler Mühle, wo sie zunächst noch zusammen mit einer Lokomotive von Gmeinder in Betrieb war.
Vor der Rutteler Mühle steht die Holzskulptur Dem Namen der Elfe des französischen Bildhauers Dominique Renaud. Es ist eine 2004 überlassene Dauerleihgabe des in Horsten stattfindenden internationalen Bildhauersymposiums.